# Fernando Torrado
Fernando Torrado Parra (14 de octubre de 1955) es un músico, intérprete y compositor uruguayo relacionado con la bossa nova, el samba, el candombe y el bolero.
Comenzó su carrera artística cuando participó del programa "Estudiantina 76" con el conjunto Oshara, obteniendo el primer premio por su canción llamada "Color café" (en coautoría con Eduardo Yur) 
Ha editado 7 discos y 2 DVD.  
Algunas de sus canciones han sido interpretadas por artistas como Geraldo Azevedo en Brasil, Litto Nebbia en Argentina y OPA en Uruguay. 
Entre los años 1983 y 1996 dirigió Clave de Fú...música en vivo, un boliche emblemático de la noche de Montevideo por donde han pasado músicos muy "swingueados" del país y del exterior. 
Ha desarrollado la tarea de administrar el  F.O.N.A.M. (Fondo Nacional del Música) una vez como músico independiente en dos períodos consecutivos  y como presidente del mismo en dos oportunidades . 
Se desempeña como comunicador en Radio Montecarlo( www.radiomontecarlo.com.uy) los sábados y domingos de 21 a 22hs, con el programa "Café Torrado" el que incluye su histórico "Color Café", nacido el 17 de abril de 1978. 